# Helga þáttr ok Úlfs
Helga þáttr ok Úlfs es una historia corta islandesa (þáttr) que relata los acontecimientos acaecidos hacia el año 1000 en las Orcadas y trata la transición del paganismo nórdico a la conversión cristiana a lo largo de tres generaciones. La obra se escribió en el siglo XIV. Joseph Harris  cita que el contenido del relato se debe comprender dentro de un contexto donde la narrativa se centra en un conflicto u oposición entre el cristianismo y el paganismo nórdico, escrita en el periodo de la conversión hacia la cristianización de Islandia. Forma parte de las sagas legendarias.